# کلان‌شهر مستقل بارنزلی
کلان‌شهر مستقل بارنزلی (به انگلیسی: Metropolitan Borough of Barnsley) یک کلان‌شهر مستقل در بریتانیاانگلستان است که در یورک‌شر جنوبی واقع شده‌است.